# Alejandro Marón
Alejandro Marón (Lanús, Provincia de Buenos Aires, Argentina, 1 de octubre de 1970) es un dirigente deportivo con profesión de abogado. Fue presidente del Club Atlético Lanús y miembro del Comité Ejecutivo de la Asociación del Fútbol Argentino.

## Presidencia
En su primer período (2003-2006), el club continuó la recuperación económica que había comenzado durante la gestión de Carlos González. En su segundo mandato (2006-2009), el club logró su primer campeonato de fútbol a nivel nacional en la historia, el Torneo Apertura 2007, y además obtuvo en 2008 el ascenso a la máxima categoría de básquet (la Liga Nacional).
En su gestión 2012-2015, Lanús consiguió su segundo título internacional, la Copa Sudamericana 2013 y ha dado pelea en los torneos nacionales, especialmente en el 2013 consiguiendo un tercer puesto en el Torneo Final 2013, y un segundo puesto en el Torneo Inicial 2013 teniendo chances en la última fecha del campeonato. A nivel institucional, ha logrado que Lanús adquiera mayor cantidad de socios, y una serie de reformas tanto en el estadio como en la institución. 
| Predecesor: Carlos González | Presidente del Club Atlético Lanús 2003 - 2006 | Sucesor: En el cargo |

| Predecesor: En el cargo | Presidente del Club Atlético Lanús 2006 - 2009 | Sucesor: Nicolás Russo |

| Predecesor: Nicolás Russo | Presidente del Club Atlético Lanús 2012 - 2015 | Sucesor: Nicolás Russo |

## Comisión Directiva

### Elecciones 2012
Para las elecciones de octubre de 2012, la comisión de la Lista Unidad se compuso de la siguiente manera:
- Presidente: Alejandro Marón
- Vicepresidente 1: Carlos A. Monje
- Vicepresidente 2: Carlos Barbagallo
- Secretaria: Soledad Bernachea
- Prosecretaria: Mirta Ferrer
- Tesorera: Mariel Bruno
- Protesorero: Leonardo Russo

- Vocal Titular 1: Luis Alberto Vega
- Vocal Titular 2: Germán Perez
- Vocal Titular 3: Irene Ardizzone
- Vocal Titular 4: Fabián Soubeste
- Vocal Titular 5: Jorge Mattera
- Vocal Titular 6: Dante Ferreyra
- Vocal Titular 7: Juan Manuel Rellán
- Vocal Suplente 1: Pablo Pantano
- Vocal Suplente 2: Luis Chebel
- Vocal Suplente 3: Daniel Vidal
- Vocal Suplente 4: Daniel Fux
- Vocal Suplente 5: Rubén De Felippe
- Vocal Suplente 6: Diego Dapueto
- Vocal Suplente 7: Juan Manuel Díaz Pérez
- Vocal Suplente 8: Mariano Arcorace

Comisión revisora de cuentas:
- Miembro Titular: Ezequiel Naruk
- Miembro Titular: Sergio Balderrama
- Miembro Titular: Roberto Vidal
- Miembro Suplente 1: Mariano Cattáneo
- Miembro Suplente 2: Erica Fernández